# Koutetsu Kyodai
Koutetsu Kyodai (鋼鉄兄弟) foi uma dupla musical japonesa composta por Hironobu Kageyama e Masaaki Endoh.

## História
Endoh costumava fazer back vocal nas turnês de Kageyama, e pode até ser ouvido nos álbuns Power Live'95 CYVOX e Power Live '98. Foi nessa época que formaram a dupla, onde assumiram personas fictícias, Kageyama era Koutetsu Ichigō, nascido em 19 de fevereiro de 2961; e Endoh, Koutetsu Nigō, nascido em 28 de agosto de 2967 (mil anos a mais do que suas datas reais de nascimento). Os personagens eram irmãos do ano 2997 que voltaram mil anos no passado, até figurinos de armaduras foram criados para eles.
De acordo com a história criada por eles, no ano de 2997, devido ao avanço de multimédia, não há mais mídia física, e nem espaços para shows ou gravadoras. Após encontrarem um CD, receberam um choque cultural enorme e quiseram fazer o seu, mas como tudo isso só existia no passado, voltaram para 1997 em uma máquina do tempo para gravarem seu próprio CD. Até quadrinhos foram desenvolvidos para contar a história.
A dupla criou músicas para séries como Bakusō Kyōdai Let's & Go!! MAX e Tetsuwan Tantei Robotack, além de lançar dois álbuns. Os álbuns têm poucas faixas, já que elas são longos medleys de covers de músicas de animes e temas de tokusatsu em arranjos de heavy metal (daí o trocadilho que é o nome da dupla, que significa "irmãos de metal").
A dupla fez uma aparição no episódio 30 de Robotack, trajados com suas armaduras.
Em 1998, participaram do álbum Super Robot Taisen -Vocal Collection Heroes- Cockpit of “Hagane”, onde interpretaram três canções. Também cantaram a música "Eternal Fight" para um álbum especial de músicas do jogo Super Robot Spirits, onde foram creditados como "Iron Brothers". Eles cantaram essa música ao vivo no álbum LIVE TOUR 98 from Super Robot Spirit. No mesmo ano, lançaram o single "Koutetsu no Chikai", posteriormente inclusa em seu segundo álbum.
Em 2000, Kageyama e Endoh se juntaram a Ichiro Mizuki, Eizo Sakamoto e Rica Matsumoto para fundar o JAM Project e não lançaram mais nada sob a alcunha dos irmãos de metal desde então. Curiosamente, lançaram o álbum Akogi na futaritabi daze!!, mas não como um projeto do Koutetsu Kyodai; tal álbum foi acompanhado de um ao vivo lançado dois anos depois.
Em 2002, se reuniram para fazer um cover da canção "Planet Dance", para o álbum Macross the Tribute.

## Discografia

### Álbuns
| ROBOMETAL ZZZ                    | - Lançamento: 20 de setembro de 1997 - Gravadora: Nippon Columbia - Formatos: CD - Catálogo: COCC-14505 |
| ROBOMETAL II: ~Hagane no Houyou~ | - Lançamento: 21 de abril de 1998 - Gravadora: Nippon Columbia - Formatos: CD - Catálogo: COCC-14922    |

### Singles:
1998: "Koutetsu no Chikai"
1998: "Brave Heart/Crush Me, Crush You", de Bakusō Kyōdai Let's & Go!! MAX

### Músicas em animes/tokusatsu/jogos:
1998: "Eternal Fight", de Super Robot Spirits
1998: "Wonder Generation", de Robotack
1998: "Ride on Dream", de Bakusō Kyōdai Let's & Go!! MAX
1998: "Far Away", de Bakusō Kyōdai Let's & Go!! MAX
1998: "Bokura no FREEDOM (GRAND-PRIX MIX)", de Bakusō Kyōdai Let's & Go!! MAX
1998: "Muteki Fight It Out", de Bakusō Kyōdai Let's & Go!! MAX
1998: "Kaze no Yell", de Bakusō Kyōdai Let's & Go!! MAX
1998: "Get High", de Robotack
1998: "Grungust Slash", de Super Robot Wars IV
1998: "Black Hole", de Super Robot Wars IV
1998: "Super Robot Forever", de Super Robot Wars IV
2002: "Planet Dance", de Macross 7